# Carbasalaatcalcium
Carbasalaatcalcium of calciumacetylsalicylaat, {\displaystyle {\ce {(C6H4(OCOCH3)COO)2Ca}}}, is het calciumzout van acetylsalicylzuur. Evenals acetylsalicylzuur werkt het pijnstillend, koortsverlagend en ontstekingsremmend. Onder de merknaam Ascal wordt het veel toegepast als trombocytenaggregatieremmer bij cardiovasculaire preventie in een dosering (38–100 mg) die veel lager is dan benodigd voor pijnstilling (300–600 mg). Er werd oorspronkelijk gedacht dat carbasalaatcalcium wat minder bezwaarlijk voor de maagwand zou zijn dan acetylsalicylzuur. Uit onderzoek is inmiddels gebleken dat maagbloedingen net zo vaak voorkomen bij carbasalaatcalcium als bij acetylsalicylzuur.
Carbasalaatcalcium (Ascal of merkloos) 600 mg is in Nederland zonder recept verkrijgbaar bij de apotheek (UA-status = Uitsluitend Apotheek).
Carbasalaatcalcium (Ascal of merkloos) 38 mg (neuro) en 100 mg (cardio) zijn receptplichtig, omdat die een andere geregistreerde indicatie hebben, namelijk als antithromboticum in de preventie van cardiovasculaire ziekten. Op recept worden de doseringen met 38 mg en 100 mg vergoed.